# 푸우투스크군

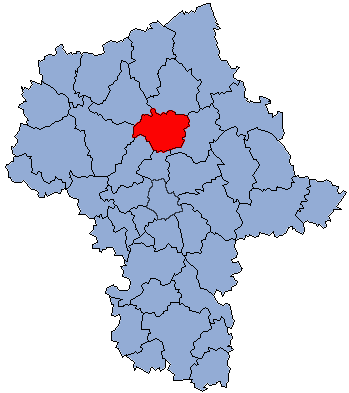
마조프셰주 지도에 표시된 푸우투스크군의 위치

푸우투스크군(폴란드어: powiat pułtuski)은 폴란드 마조프셰주에 위치한 군으로 군청 소재지는 푸우투스크이며 면적은 828.63km2, 인구는 51,862명(2019년 기준), 인구 밀도는 63명/km2이다.
북쪽으로는 마쿠프군, 동쪽으로는 비슈쿠프군, 남쪽으로는 레기오노보군, 남서쪽으로는 노비드부르군, 서쪽으로는 프원스크군, 치에하누프군과 접한다. 7개 지방 자치체(1개 도시형 농촌, 6개 농촌)를 관할한다.

군기
군 문장